# Saafane El-Saghir
Saafane El-Saghir (ur. 7 stycznia 1965) – egipski piłkarz grający na pozycji bramkarza. W swojej karierze rozegrał 4 mecze w reprezentacji Egiptu.

## Kariera klubowa
W swojej karierze piłkarskiej El-Saghir grał w klubie Ismaily SC. Wraz z tym klubem wywalczył mistrzostwo Egiptu w sezonie 1990/1991 oraz dwa wicemistrzostwa w sezonach 1991/1992 i 1993/1994. Zdobył też Puchar Egiptu w sezonie 1996/1997.

## Kariera reprezentacyjna
W reprezentacji Egiptu El-Saghir zadebiutował 3 grudnia 1991 w wygranym 4:0 towarzyskim meczu z Polską, rozegranym w Kairze. W 1992 roku był w kadrze Egiptu na Puchar Narodów Afryki 1992, a w 1994 roku - na Puchar Narodów Afryki 1994. Na obu tych turniejach był rezerwowym bramkarzem i nie wystąpił w żadnym spotkaniu. W kadrze narodowej od 1991 do 1992 roku rozegrał 4 mecze.